# Augustenborg Skole
Augustenborg Skole er en folkeskole beliggende i Augustenborg på øen Als i Sønderborg Kommune, Danmark. Skolen tilbyder undervisning fra børnehaveklasse til 9. klasse og har omkring 440 elever, fordelt på typisk to klasser pr. årgang.
Skolen er beliggende centralt i byen og grænser op til Augustenborghallerne, som benyttes til idrætsaktiviteter og arrangementer.

## Historie
Augustenborg Skole har eksisteret i en længere årrække og fungerer som områdets lokale folkeskole. Gennem tiden er skolen blevet udvidet og moderniseret i takt med ændringer i elevtal og undervisningsbehov. Den nuværende skolebygning indeholder faciliteter til både undervisning og fritidsaktiviteter.